# 梁鴻細
梁鴻細（葡萄牙語：Leong Hong Sai，1967年—）是澳門土木工程師及政治人物，現任澳門特別行政區立法會直選議員，代表群力促進會名單當選。擁有土木工程碩士學位，並為註冊工程師，長年活躍於社區發展及公共建設領域，曾任氹仔社區發展促進會會長，並擔任澳門街坊會聯合總會副理事長、群力智庫中心副理事長兼顧問，以及瀋陽市政協委員。

## 經歷
梁鴻細早年修讀土木工程，並取得碩士學位，為註冊土木工程師，長期從事建設與規劃工作，熟悉社區基建與城市空間規劃。多年來他活躍於街坊組織與社會服務領域，曾擔任氹仔社區發展促進會會長，推動社區基礎設施改善、居民公共參與以及舊區活化等項目。
他亦為澳門街坊會聯合總會副理事長及群力智庫中心副理事長兼顧問，參與政策研究及民生政策建言。多年來代表基層團體參與選舉事務，並曾任澳門特別行政區行政長官選舉委員會委員。
2021年，梁鴻細以「群力促進會」名單參與第七屆澳門立法會選舉，首次當選為直選議員。任內關注公共工程質量、社區設施管理、基層醫療資源及青年住房等議題，多次提出書面及口頭質詢。2025年，其亦將代表群力促進會參選第八届澳門立法會議員。
此外，梁鴻細亦擔任瀋陽市政協委員，參與粵遼兩地交流與港澳聯誼事務。